# Папужець нікобарський
Папужець нікобарський (Psittacula caniceps) — вид папугоподібних птахів родини Psittaculidae. Ендемік Нікобарських островів (належать Індії). Це один із найбільших представників родини, розміром від 56 до 60 см від верхівки голови до кінчика хвоста та вагою близько 224 г.

## Поширення
Зафіксовано на островах Великий Нікобар, Малий Нікобар, Менчал і Кондул. Вид мешкає у високих лісах, де харчується невеликими групами в кронах плодів пальм Pandanus. Очевидно, він найбільш поширений у прибережних лісах, але також трапляється далі вглиб островів та на плантаціях горіха ареки та кокосу.